# Laucha (Adelsgeschlecht)

Wappen derer von Laucha

Die Edlen von Laucha, auch Lochowe oder Luchau, waren ein uradliges, thüringisches, erloschenes Herrengeschlecht aus dem gleichnamigen Ort Laucha an der Unstrut.

## Geschichte
Sie waren bambergische Lehnsmänner und hatten drei Edelsitze (Sedelhöfe) inne: Laucha, Plößnitz und Größnitz. Erstmals 1271 werden die milites Otto de Lochowe und dessen Bruder Heinrich, 1293 Johannes de Lochowe erwähnt. 1301 werden Theodericus et Gelfradus de Luchowe sowie 1301/03 Otto, der nochmals als Otto dictus de Lochau 1319 als castellan der Rudelsburg erwähnt. 1324 werden die Gebrüder Gelfradus, Otto et Bertoldus ac eorum ceteri fraters dicti de Luchowe urkundlich aufgeführt. 1358 gibt ein Dietrich von Laucha sein Siegel: Umschrift S. Thiterici de Luchowa. Er wird nochmals 1365 erwähnt. 1367 wird Nicolaus und Gerhard de Luchova, 1416, 1419, 1421 und 1440 ein Volckmar von Luchau genannt. Schon vor 1378 hatten sie ihren Stammsitz in Laucha aufgegeben und wohl an die Familie von Schönberg verkauft.
Sie sind mit den von Heßler und von Burkersroda stammes- und wappenverwandt.

## Wappen
Blasonierung: „Vier rote nach rechts über einem silbernen Schild gelegte Sturmpfähle (dreifach spitzenweise geteilt).“